# Stanislav Bernard
Stanislav Bernard (* 14. října 1955 Opava) je český podnikatel v oblasti pivovarnictví a médií. Je spoluzakladatelem Nadačního fondu proti korupci.

## Vzdělání
Po studiích (1970–1974) na Mendelově gymnáziu v Opavě pokračoval (1975–1980) na Fakultě strojní a elektrotechnické Vysoké školy dopravy a spojů v Žilině (obor Elektrická trakce a energetika v dopravě).

## Podnikatelské aktivity
V roce 1991 vydražil společně s Josefem Vávrou a Rudolfem Šmejkalem v Humpolci soukromý Rodinný pivovar Bernard. Dnes je s Josefem Vávrou jeho spolumajitelem a generálním ředitelem. Vyvolávací cena 9 mil. korun se vyšplhala až na 45 mil. korun, plus 7,5 mil. korun za téměř nepoužitelné zásoby.
Roku 1993 zakládal Český svaz malých nezávislých pivovarů a do roku 1999 působil jako jeho prezident.
Ve stejné době (tedy mezi lety 1993 až 1999) byl spolumajitelem soukromého rádia Vysočina 94,3 FM v Jihlavě, které v roce 1993 i spoluzakládal.

## Politická angažovanost
V roce 2008 se jako nezávislý kandidát za Občanskou demokratickou stranu (ODS) ve volbách do Senátu ucházel o senátorské křeslo za volební obvod číslo 15. Dostal se do druhého kola, v němž prohrál proti Milanu Štěchovi kandidujícím za ČSSD, který svůj mandát obhajoval.
V roce 2014 byl počtvrté v řadě zvolen za ODS do zastupitelstva města Humpolce.

## Osobní život
S manželkou Helenou mají dvě děti, dceru Hanu (* 1976) a syna Filipa (* 1978).

## Ocenění
- Zakladatel Českého svazu malých nezávislých pivovarů a jeho president 1993–1999. Od roku 1993 do konce roku 1994 v Parlamentu ČR úspěšně lobboval za snížení spotřební daně z piva pro malé nezávislé pivovary. Tato úprava platí od 1. 7. 1995 dodnes a odolala i přezkoumání Ústavním soudem ČR
- 6. 12. 2000 udělen Sdružením přátel piva titul „Pivovarská osobnost století“, za prosazení diferencované spotřební daně pro malé nezávislé pivovary
- Historicky první titul „Brand manager ČR roku 2000“ – soutěž organizovaná marketingovým magazínem Strategie, titul udělen na základě tajného hlasování 150 odborníků z oboru
- „Osobnost roku 2008“ – cena PR klubu České republiky v Anketě Merkur
- V roce 2010 byl jedním z pěti finalistů soutěže Podnikatel roku
- Ocenění F. O. Poupěte 2012 za prosazení diferencované spotřební daně na pivo, čímž dal šanci nejen malým pivovarům, ale i vzniku různorodosti piv a jejich chutí na českém trhu
- V roce 2017 získal Stanislav Bernard Nejvyšší ocenění Kraje Vysočina, přesná kategorie byla uveřejněna v říjnu 2017, obdržel Skleněnou medaili Kraje Vysočina.[15]